# Nakovo
Nakovo (en serbe cyrillique : Наково ; en hongrois : Nákófalva ; en allemand : Nakodorf) est une localité de Serbie située dans la province autonome de Voïvodine. Elle fait partie de la municipalité de Kikinda dans le district du Banat septentrional. Au recensement de 2011, elle comptait 1 921 habitants.
Nakovo, officiellement classé parmi les villages de Serbie, est situé à la frontière entre la Serbie et la Roumanie.

## Histoire
Au Moyen Âge, un village du nom de Szollos (Seleš, Szőllős, Seleuš, Sellesch) existait à l'emplacement de l'actuel Nakovo. Sous l'Empire ottoman (XVIe et XVIIe siècles), Seleš était habité par des Serbes. Dans la première moitié du XVIIIe siècle, le village avait été déserté.
En 1782, la région entra dans les possessions des frères Nako, de riches marchands grecs venus de Macédoine. En 1784, pour mettre en valeur son domaine, Kristifor Nako y fit construire 50 maisons et il y installa des Hongrois.
En 1790, une nouvelle vague de colons arriva dans le village. Il s'agissait d'Allemands. En 1793, le village comptait 1 054 habitants, principalement des Allemands et quelques Français. En 1836, le village comptait 1 775 habitants catholiques et 6 orthodoxes ; en 1911, il comptait 2 834 habitants.
En 1918, Nakovo fit partie du nouveau royaume des Serbes, Croates et Slovènes qui, en 1929, devint le royaume de Yougoslavie. Pendant la Seconde Guerre mondiale, il fut intégré au Banat occupé par les nazis et, après la guerre, en conséquence des événements survenus sous l'occupation, les populations d'origine germanique durent prendre la fuite ; ceux qui restèrent furent internés dans des camps. En 1945 et 1946, des Serbes originaires de Bosnie-Herzégovine vinrent s'installer dans le village.

### Découverte archéologique
En 1799, le trésor d'un noble avar, Buta-ul, fut trouvé près de Nakovo.

## Démographie

### Évolution historique de la population
| 1948  | 1953  | 1961  | 1971  | 1981  | 1991  | 2002  | 2011  |
| ----- | ----- | ----- | ----- | ----- | ----- | ----- | ----- |
| 3 438 | 3 524 | 3 378 | 2 834 | 2 604 | 2 525 | 2 419 | 1 921 |

|  |

## Personnalités
- Jovan Zivlak, poète, est né dans le village en 1947